# Rudi Smidts
Rudolf "Rudi" Smidts (Deurne, Amberes, Bélgica; 12 de agosto de 1963) es un exfutbolista belga. Jugaba de defensa y fue internacional absoluto por la selección de Bélgica entre 1992 y 1997. Pasó gran parte de su carrera en el FC Antwerp.

## Selección nacional
Smidts disputó 33 encuentros por la selección de Bélgica y disputó la Copa Mundial de 1994.

### Participaciones en Copas del Mundo
| Copa                           | Sede           | Resultado        |
| ------------------------------ | -------------- | ---------------- |
| Copa Mundial de Fútbol de 1994 | Estados Unidos | Octavos de final |

## Clubes
| Club                | País    | Año       |
| ------------------- | ------- | --------- |
| FC Antwerp          | Bélgica | 1984-1997 |
| Charleroi Sporting  | Bélgica | 1997-1998 |
| Ekeren              | Bélgica | 1998-1999 |
| Germinal Beerschot  | Bélgica | 1999-2000 |
| RKV Malinas         | Bélgica | 2000-2002 |
| K.F.C. Schoten S.K. | Bélgica | 2002-2003 |